# Yoo Gun
Jo Jeong-ik (en hangul, 조정익; hanja: 曹禎翊; RR: Jo Jeong-ik) conocido por su nombre artístico Yoo Gun (hangul: 유건; hanja: 劉建; RR: Yu Geon), es un actor, cantante y modelo surcoreano nacido en los Estados Unidos.

## Biografía
Nació en Arizona, Estados Unidos, de padres coreanos-estadounidenses. Su familia se mudó a Corea del Sur en la década de 1990 cuando era un adolescente. Su tía es la soprano surcoreana Sumi Jo, quien es la prima de la hermana de su padre.
Estudió radiodifusión y entretenimiento en el Instituto de las Artes de Seúl y arte cinematográfico en la Universidad Konkuk.
En 2011 renunció a su ciudadanía estadounidense para poder servir en el ejército de Corea del Sur, el cual inició el 2 de marzo del mismo año y finalizó en diciembre de 2012.
Es amigo del jugador de hockey surcoreano Kim Won-joong.
En 2018 se anunció que estaba en una relación con una mujer que no es parte del entretenimiento.

## Carrera
Es miembro de la agencia "L&Company" de "Signal Entertainment Group Corp." (씨그널엔터테인먼트그룹). Previamente formó parte de la agencia "Sim Entertainment" (ahora conocida como Huayi Brothers Korea).
En 1997 comenzó su carrera como cantante del grupo "Oppa".
El 9 de enero de 2006 se unió al elenco principal de la serie Hello, God! donde interpretó a Ha-ru, un joven brillante e inocente con problemas mentales, que a pesar de ser marginado por la sociedad, aún mantiene su positivismo y su vida mejora cuando conoce a Seo Eun-hye (Kim Ok-bin), hasta el final de la serie 28 de febrero del mismo año.
El 29 de abril de 2013 se unió al elenco principal de la serie A Tale of Two Sisters (también conocida como "Sweet Springs") donde a dio vida Han Jae-seong, un productor de la empresa de radiodifusión, hasta el final de la serie el 1 de noviembre del mismo año.
El 12 de junio de 2017 se unió al elenco principal de la serie Sweet Enemy donde interpretó a Choi Sun-ho, el gerente general de Best Food y nieto de Cha Bok-nam (Jang Jung-hee), hasta el final de la serie el 1 de diciembre del mismo año.
En noviembre de 2018 se unió al elenco recurrente de la serie The Last Empress donde dio vida a Kang Joo-seung, el prometido de Min Yoo-ra (Lee Elijah) y guardia imperial de la Emperatriz Sohyun.
En 2019 apareció en la serie I Wanna Hear Your Song (también conocida como "Let Me Hear Your Song") donde interpretó al coreano-estadounidense Michael Lee, un timablista mayor de la orquesta y el mentor de Hong Yi-young (Kim Se-jeong) a quien respeta.
El 23 de marzo de 2020 realizó una aparición especial en los dos primeros episodios de la serie 365: Repeat the Year donde dio vida al estafador Ahn Gyung-nam. 

## Filmografía

### Series de televisión
| Año         | Título                               | Personaje      | Notas                              |
| ----------- | ------------------------------------ | -------------- | ---------------------------------- |
| 2020        | 365: Repeat the Year                 | Ahn Gyung-nam  | 2 episodios - (aparición especial) |
| 2019        | I Wanna Hear Your Song               | Michael Lee    |                                    |
| 2018 - 2019 | The Last Empress                     | Kang Joo-seung | (aparición especial)               |
| 2017        | Sweet Enemy                          | Choi Sun-ho    | 124 episodios                      |
| 2014        | Drama Special - "Bride in Sneakers"  | -              | (aparición especial)               |
| 2014        | Dr. Frost                            | Bae Doo-han    | [ 9 ] [ 10 ]                       |
| 2014        | Hotel King                           | John Howard    |                                    |
| 2014        | Yoo Na's Street (Steal Heart)        | Tae-shik       |                                    |
| 2013        | A Tale of Two Sisters                | Han Jae-seong  | 135 episodios                      |
| 2013        | That Winter, the Wind Blows          | Jung-woo       | ep. #4 - (cameo)                   |
| 2010        | Drama Special Season 1 - "Texas Hit" | Seung-hyeon    | 1 episodio                         |
| 2010        | Prosecutor Princess                  | Lee Min-suk    |                                    |
| 2009        | Can't Stop Now                       | -              |                                    |
| 2008        | Drama City - "Love For Sale.com"     | Yoon Dong-ah   | 1 episodio                         |
| 2008        | Fight                                | Kang Gun       | 8 episodios                        |
| 2008        | Here He Comes                        | -              |                                    |
| 2007        | Bad Couple                           | Seo Joon-soo   | 16 episodios                       |
| 2006        | Hello, God!                          | Ha-ru          | 16 episodios                       |
| 2004        | Something About 1%                   | -              |                                    |

### Películas
| Año  | Título                                | Personaje              | Notas                                                                                             |
| ---- | ------------------------------------- | ---------------------- | ------------------------------------------------------------------------------------------------- |
| 2016 | Insane                                | Lee Woo-jin            | junto a Kang Ye-won, Lee Sang-yoon, Choi Jin-ho, Lee Hak-joo y Jo Jae-yoon                        |
| 2013 | Where are To Go?                      | Shin Joon-ho           | junto a Kim Gyu-ri y Kim Ra-im                                                                    |
| 2008 | My Mighty Princess                    | Jun-mo                 | junto a Shin Min-a, On Joo-wan, Im Ye-jin, Choi Je-seong, Kim Hyung-il, Dion Lam y Cha Tae-hyun   |
| 2008 | Mission Possible: Kidnapping Granny K | Jong-man               | junto a Na Moon-hee, Kang Sung-jin, Yoo Hae-jin, Park Sang-myun y Park Jun-myeon                  |
| 2007 | Project Makeover                      | Oh Tae-hoon (de joven) | junto a Ko So-young, Jo An, Lee Joong-moon, Oh Mi-hee, Ok Ji-yeong, Lee Beom-soo y Oh Dal-su      |
| 2006 | Dasepo Naughty Girls                  | Woo-su                 | junto a Kim Ok-bin, Park Jin-woo, Lee Kyeon, Song Ha-yoon, Lee Min-hyuk, Im Ye-jin y Lee Eun-sung |

### Aparición en programas de variedades
| Año  | Título                                          | Notas                                                  |
| ---- | ----------------------------------------------- | ------------------------------------------------------ |
| 2013 | Fashion King Korea                              | [ 13 ]                                                 |
| 2012 | The World is Delicious (오감만족 세상은 맛있다) |                                                        |
| 2012 | March                                           | (programa de televisión "Korean Forces Network" (KFN)) |
| 2009 | Star’s Best Friend                              |                                                        |
| 2009 | 함 사세요                                       |                                                        |
| 2007 | Yoo Gun's Love Fighter                          |                                                        |

### Aparición en videos musicales
| Año  | Intérprete                                                    | Canción                                | Notas         |
| ---- | ------------------------------------------------------------- | -------------------------------------- | ------------- |
| 2013 | Lee Seok-hoon                                                 | "As a Man, Not a Friend"               | [ 14 ] [ 15 ] |
| 2010 | Honey Family (허니패밀리) ft. Moon Myung-jin (문명진) & Haley | "The Drama Of Reverse" (역전의 드라마) | [ 16 ]        |
| 2007 | JJ                                                            | "Love Actually"                        |               |
| 2007 | Kim Dong-wan                                                  | "Handkerchief"                         |               |

### Radio
| Año  | Título                     | Puesto | Notas                       |
| ---- | -------------------------- | ------ | --------------------------- |
| 2011 | This is Friends FM Yoo Gun | DJ     | (programa de radio militar) |

### Teatro
| Año  | Título               | Personaje | Notas |
| ---- | -------------------- | --------- | ----- |
| 2010 | Crash Course in Love | -         |       |
| 2009 | Thief's Diary        | -         |       |

### Revistas / sesiones fotográficas
| Año  | Título             | Notas                  |
| ---- | ------------------ | ---------------------- |
| 2014 | Celebrity Magazine | (publicación de julio) |
| -    | T Magazine         |                        |

### Anuncios
| Año | Título            | Notas                         |
| --- | ----------------- | ----------------------------- |
| -   | Vogue             |                               |
| -   | MAMVA             | (ropa)                        |
| -   | Pantech & Curitel | (móviles)                     |
| -   | NII Fashion       | junto a Lee Yeon-hee - (ropa) |

## Discografía
| Año  | Intérpretes                    | Canción | Álbum          | Notas |
| ---- | ------------------------------ | ------- | -------------- | ----- |
| 2008 | Yoo Gun & Shin Mi-yun (신미연) | Fight   | OST de "Fight" |       |

## Premios y nominaciones
| Año  | Categoría                                            | Premios                  | Trabajo                               | Resultado |
| ---- | ---------------------------------------------------- | ------------------------ | ------------------------------------- | --------- |
| 2017 | Top Excellence Award, Actor in a Daily/Weekend Drama | SBS Drama Award          | Sweet Enemy                           | Nominado  |
| 2008 | Best New Actor (Film)                                | 44th Baeksang Arts Award | Mission Possible: Kidnapping Granny K | Nominado  |
| 2006 | Best New Actor                                       | KBS Drama Award          | Hello, God!                           | Nominado  |
| 2006 | Best Couple Award (junto a Kim Ok-bin)               | KBS Drama Award          | Hello, God!                           | Nominados |